# Riu Teku
El riu Tekuri (en afrikaans:Tekurivier) és un riu que flueix al nord-oest de KwaZulu-Natal, Sud-àfrica. El riu desemboca al riu Buffalo que més tard s'uneix al riu Tugela.